# Gota de Leche (Chile)

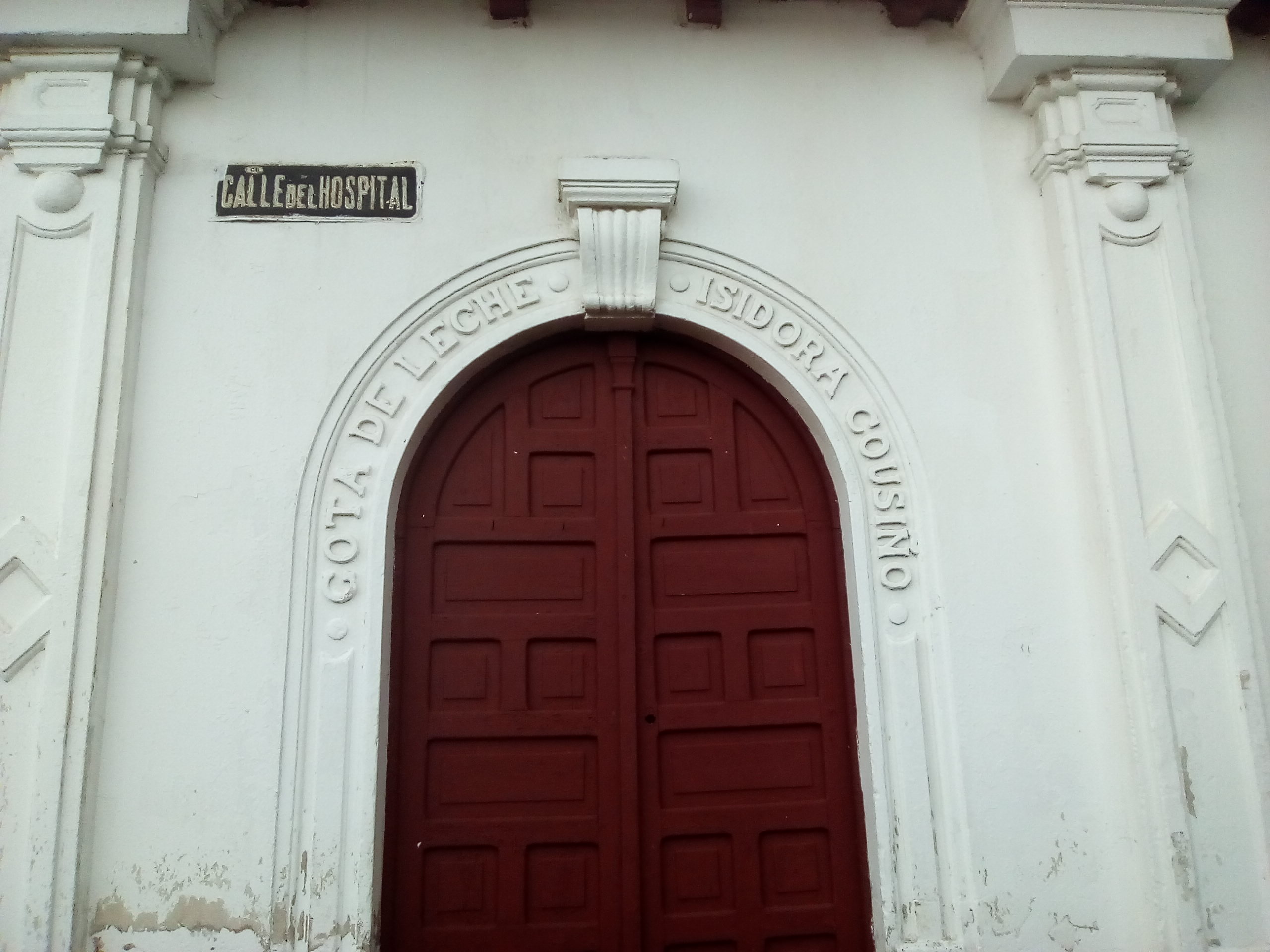
Edificio de la Gota de Leche en la ciudad de Lota, Monumento Nacional.

Gota de Leche fue el nombre que recibieron las primeras instituciones privadas de Chile destinadas creadas a solucionar los problemas de desnutrición y mortalidad infantil.

## Historia
Antes de que se crearan las Gotas de Leche, la atención en salud en el siglo XIX fue desarrollada principalmente por la caridad, impulsada por los sectores de la élite, particularmente mujeres de la alta sociedad que intervenían en los espacios públicos, así como por la Iglesia Católica.
A comienzos del siglo XX, los médicos chilenos como Alejandro del Río y Rene Sand, influenciados por ideas modernistas, impulsaron una serie de reformas en el sistema asistencial del país. Su principal preocupación era la protección y el mejoramiento de la vida, especialmente mediante la promoción de una infancia saludable. El objetivo era fortalecer “la raza” mediante la crianza de futuros trabajadores productivos, que estuvieran respaldados por la legislación laboral y protegidos de vicios y enfermedades. De esta manera surge el concepto e ideología de la “maternidad científica”, que se basaba en la idea de que las madres necesitaban la orientación de profesionales para criar adecuadamente a sus hijos. Según con esta visión, las madres no contaban con el conocimiento suficiente para hacerlo por sí solas, por lo que se requería la intervención de médicos y profesionales de la salud social, entregando asesoramiento especializado sobre la crianza, implementando políticas modernas y promoviendo practicas basadas en los avances científicos para garantizar el bienestar infantil.
La idea, proveniente de Francia, fue concretada en Chile cerca de 1890 por Isidora Goyenechea viuda. de Cousiño, que trasladaba diariamente leche desde la Hacienda Escuadrón en Coronel, hasta la vecina ciudad de Lota, donde se entregaba el desayuno escolar a los niños de esa comuna.

## Inicios y funciones
Las Gotas de Leche fueron desarrolladas entre 1900 y 1940, fundadas por el Patronato Nacional de la Infancia, con el propósito de promover la leche materna y fortalecer la relación entre madre e hijo. Inicialmente, fue una iniciativa privada que buscaba proteger a los menores de edad y a sus madres en situación de pobreza. Debido a la altísima mortalidad infantil, los profesionales de la salud se pusieron en alerta y buscaron soluciones, por lo que la primera Gota de Leche fue fundada en la comuna de San Bernardo en el año 1911. Su éxito propició su expansión en Santiago y el resto de Chile, lo que hizo necesario contar con personal médico, como enfermeras y visitadoras sociales. Posteriormente, el Patronato Nacional de la Infancia en Chile, llegó a tener 27 Gotas de leche a lo largo del país y posteriormente surgieron otras Gotas de Leche que no dependían directamente de esta institución.
El programa Gotas de Leche fueron consideradas organizaciones dedicadas a la atención de niños en situación de vulnerabilidad sin separarlos de sus madres, promoviendo la lactancia artificial en casos donde las madres no podían alimentar a sus hijos debido a problemas de salud. Se brindaba atención adecuada a los lactantes, asegurando la provisión de leche según las necesidades específicas de cada niño, con el objetivo de fortalecer su crianza. Además, se distribuían alimentos diariamente a las madres que estaban amamantando o próximas a dar a luz, y se establecían residencias para aquellas que no tenían un lugar donde alojarse después del parto. La inscripción de niños debía privilegiar a los de menor edad, idealmente durante los primeros 15 días de nacimiento, y que se alimentaran exclusivamente de leche materna. Sin embargo, la entrega de mamaderas fue una de sus principales acciones debido a las dificultades de las madres para alimentar a sus hijos.
En términos administrativos, cada Gota de Leche contaba con directores y colaboradores voluntarios, personal médico, enfermeras y visitadoras sociales, entre otros funcionarios. En “El Programa y reglamento de la Asistencia a domicilio de las Gotas de Leche” de 1921 describe cuál fue la participación de las visitadoras sociales en las visitas domiciliarias, cuyo principal objetivo era observar las condiciones materiales y morales que rodeaban el crecimiento del niño sano y abordar cualquier causa que pudiera afectar a su desarrollo normal. Además, las visitadoras sociales supervisaban a los niños enfermos y el cumplimiento de las indicaciones de los médicos, abarcando aspectos como la higiene personal del niño, así como de su madre o cuidadora. Las visitadoras seguían diversas directrices, proporcionando orientación a las madres sobre la alimentación del niño, ya fuera natural, mixta o artificial. También gestionaban la distribución de ropa a las familias necesitadas, contribuyendo a mejorar las condiciones de vida de los menores.

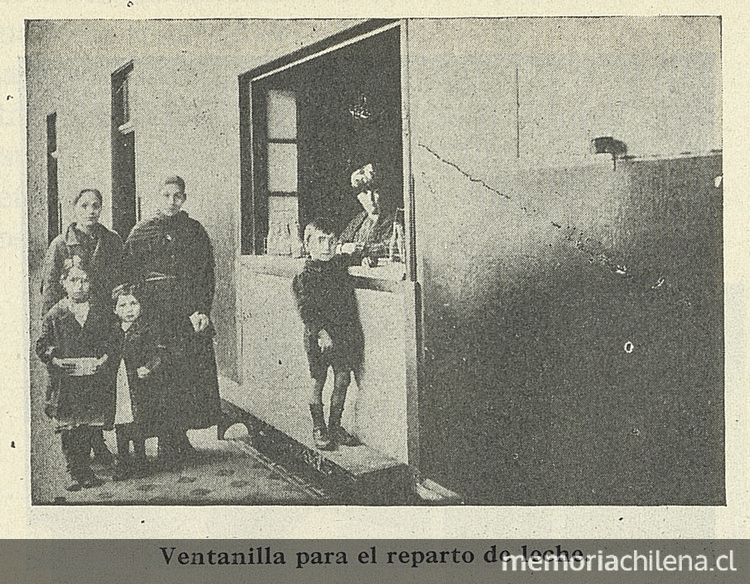

En “Principios básicos para la Organización y Funcionamiento de las Gotas de Leche”, se establece que, como institución de protección infantil abierta, las Gotas de Leche tienen el objetivo de salvaguardar la salud y el bienestar de los niños, manteniendo la cercanía con sus madres y promoviendo la puericultura. Para asegurar el acceso equitativo, cada Gota de Leche debe situarse en un área central y accesible dentro de un barrio obrero populoso. La capacidad de inscripción se limita al número de niños que el personal médico-técnico pueda atender con estándares de calidad óptimos. El modelo operativo requiere la participación de dos profesionales esenciales: la Visitadora Social y la Enfermera Visitadora. Su función principal es mejorar los aspectos sociales, morales y económicos del entorno de cada niño inscrito, actuando como representantes del médico en los hogares y siendo plenamente conscientes de la responsabilidad inherente a su rol. Asimismo, el médico debe ejercer un control técnico exhaustivo y constante sobre las actividades de estas profesionales, dado que el éxito de las Gotas de Leche depende en gran medida del cumplimiento riguroso de los principios de atención domiciliaria, en los cuales se sustenta su modelo de intervención comunitaria
No se aceptaban niños enfermos, quienes debían ser remitidos a un hospital, y su atención duraba hasta los dos años. Cuando se ingresaba al centro, la madre estaba obligada a asistir cada quince días a la consulta, donde el niño era bañado y controlado, entregándole a su madre instrucciones para su alimentación y cuidado general. Las visitadoras inspeccionaban el entorno familiar y velaban por el cumplimiento de las indicaciones médicas, realizando visitas mensuales como mínimo. 
En los Congresos de Gotas de Leche que se desarrollaron en el país, se definieron políticas y se discutieron diversos temas en torno a la realidad de los niños en Chile. Surgió la necesidad de difusión y coordinación de la caridad y las políticas estatales en torno a la infancia.